# 米谷事件
米谷事件（よねやじけん）は、1952年に青森県で発生した冤罪事件。日本弁護士連合会が支援していた。

## 概要
1952年2月25日、青森県東津軽郡高田村（現・青森市）で57歳の女性が強姦の上殺害され、現金が奪われるという事件が発生した。
近所の子供の証言でAが殺人罪で起訴されて有罪が確定したが、その後に被害者の甥が殺害を自供したため、甥が殺人罪で起訴される事態が発生。しかし、しばらくはAは再審無罪とならなかったので、青森地検と仙台高検がA犯人説と主張する一方で、東京地検が甥犯人説を主張する形になり、「検察官同一体の原則」に反する形で二つの検察が全く異なる人間による犯行を主張するねじれ現象が発生した。
甥は無罪判決の上訴中に自殺。Aについてはその後の再審で無罪となった。

### Aの刑事裁判
警察は、「日没後に衣類で顔を覆って歩いてくるところを目撃した」という近所の子供の証言を基に、近くに住む男性A（当時30歳）を容疑者として3月2日に逮捕。厳しい取調べの末、男性から自白を引き出し起訴した。
公判では男性Aは一貫して容疑を否認したが、主張は認められず、同年12月25日に懲役10年の実刑判決を受け服役し、1958年に仮釈放となった。そんな中、1966年4月になって被害女性の甥（当時33歳、事件当時18歳）が真犯人であると名乗り出るという事態が発生（後述）。
その後、日弁連が動いて再審請求を行った。1978年7月31日、再審では自供した甥とAの自白供述と物的証拠を比較すると甥の自白のほうが物的証拠に符合が多く信頼性が高いとして、男性Aは無罪判決を受けた。
男性Aは2006年6月29日死亡。享年84。

### 甥の刑事裁判
Aの仮出所後の1966年になって別件の窃盗事犯で裁判中だった被害女性の甥（当時33歳、事件当時18歳）が真犯人であると名乗り出るという事態が発生。
甥は金目的で叔母である被害者を絞殺した後、露になった太腿に欲情して屍姦に及んだと詳細に述べた。甥の自白に基づいた行動によって被害者死体の所見等と合致するか、東京大学の法医学部教授などに対して、自白と被害者の創傷の原因、性状あるいは姦淫の痕跡等との関係について詳細な鑑定を依頼。検察は事件の真犯人である疑いが強いという結論に達したが、明白な決め手は欠けていた。しかし、殺人罪の公訴時効成立が迫っていたため、東京地検は公訴時効成立2日前の1967年2月23日に甥を殺人罪で起訴。刑事裁判では甥は否認に転じ、1968年に地裁は甥の自供は虚偽であるとして、無罪判決が下された。検察は控訴したが、1970年5月5日に甥は自殺したために公訴棄却となった。
殺人事件の真犯人は自首をした甥とされるが、地裁判決では無罪となり控訴中に死亡で公訴棄却となったため、司法では甥による殺人は認定されていない。